# Sbarro
Sbarro è una catena di fast food basati sulla cucina italiana ed in particolare ispirati da pasta e pizza.

## Storia
La catena ebbe origine dalla grande fortuna che ebbe l'iniziale salumeria di Gennaro e Carmela Sbarro, aperta a Brooklyn negli anni cinquanta. Sbarro conta più di 800 ristoranti, di cui la maggior parte negli Stati Uniti, ed è presente in trentatré nazioni.
Durante l'invasione russa dell'Ucraina nel 2022, Sbarro Pizza si è rifiutata di unirsi al ritiro dal mercato russo da parte della comunità internazionale. Una ricerca dell'Università Yale che esaminava come le aziende stessero reagendo all'invasione della Russia ha classificato Sbarro nella categoria peggiore.